# Trevor Stines
Trevor Stines (Olympia, 15 luglio 1996) è un attore e modello statunitense, noto per aver interpretato Jason Blossom nella serie televisiva Riverdale.

## Biografia
Trevor Stines è nato il 15 luglio 1996 ad Olympia, nello stato di Washington. Da bambino, è stato attivo nelle produzioni scolastiche, recitando in più di una dozzina di commedie e musical. Ha esordito come attore nel 2015, interpretando il ruolo di Chester nel cortometraggio A Tragic Love Story. Ha anche recitato nel film horror The Amityville Terror (2016), nel cortometraggio Spen/cer (2017) e nel thriller La signora di Purity Falls (2019). Dal 2017 ha interpretato il ruolo di Jason Blossom nella serie televisiva Riverdale.

## Filmografia

### Cinema
- A Tragic Love Story, regia di Chad Masuda - cortometraggio (2015)
- The Amityville Terror, regia di Michael Angelo (2016)
- The Impasse of Light, regia di Oleg Larin - cortometraggio (2016)
- Spen/cer, regia di Robert Cataldo - cortometraggio (2017)
- Watchdog, regia di Brenden Dowd - cortometraggio (2018)
- Due donne e un segreto (Secrets at the Lake), regia di Tim Cruz (2019)
- Middleton Christmas, regia di Dale Fabrigar (2020)
- Evan Wood, regia di Niki Byrne (2021)
- Project Dreamland, regia di Terrence Edmonds - cortometraggio (2021)

### Televisione
- Blue Match Comedy – serie TV, 1 episodio (2015)
- The Fosters – serie TV, 2 episodi (2016)
- Wrong Hole – serie TV, 1 episodio (2016)
- Riverdale – serie TV, 20 episodi (2017-2022)
- La signora di Purity Falls (Purity Falls), regia di Sam Irvin – film TV (2019)
- Un'amica spietata (Most Likely to Murder), regia di Kaila York – film TV (2019)
- The Rookie: Feds – serie TV, 1 episodio (2022)

## Doppiatori italiani
Nelle versioni in italiano delle opere in cui ha recitato, Trevor Stines è stato doppiato da:
- Jacopo Castagna in La signora di Purity Falls